# Euphorbia aphylla
Euphorbia aphylla là một loài thực vật có hoa trong họ Đại kích. Loài này được Brouss. ex Willd. mô tả khoa học đầu tiên năm 1809.

## Hình ảnh

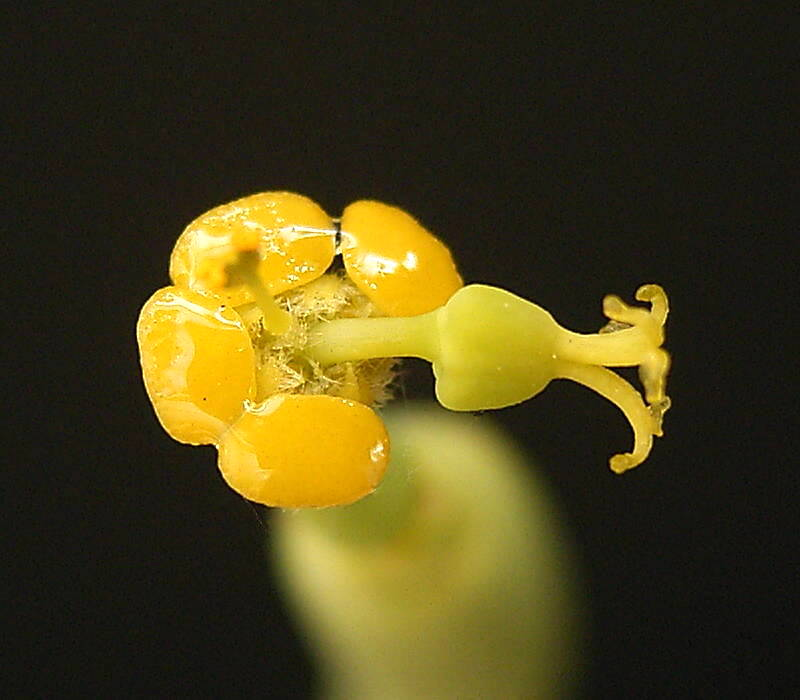
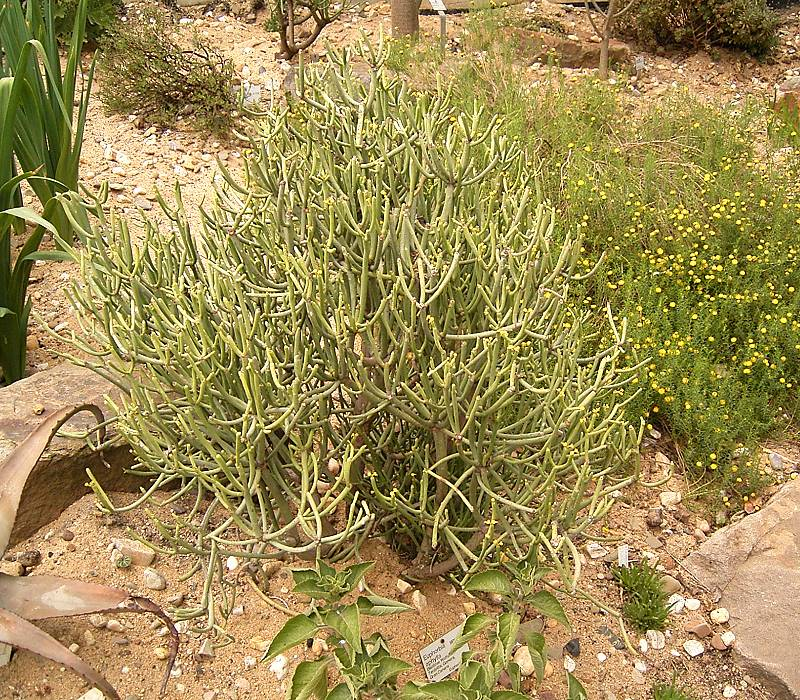
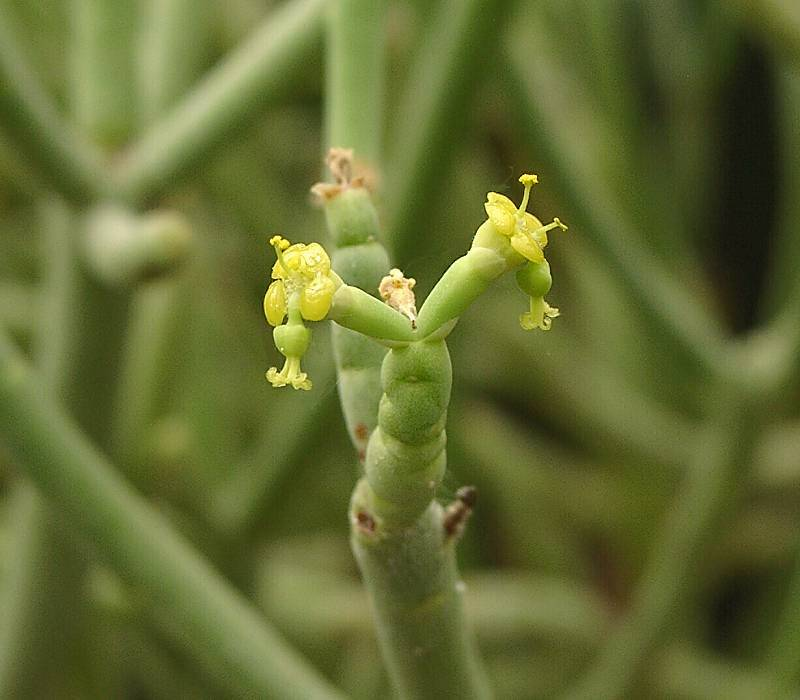
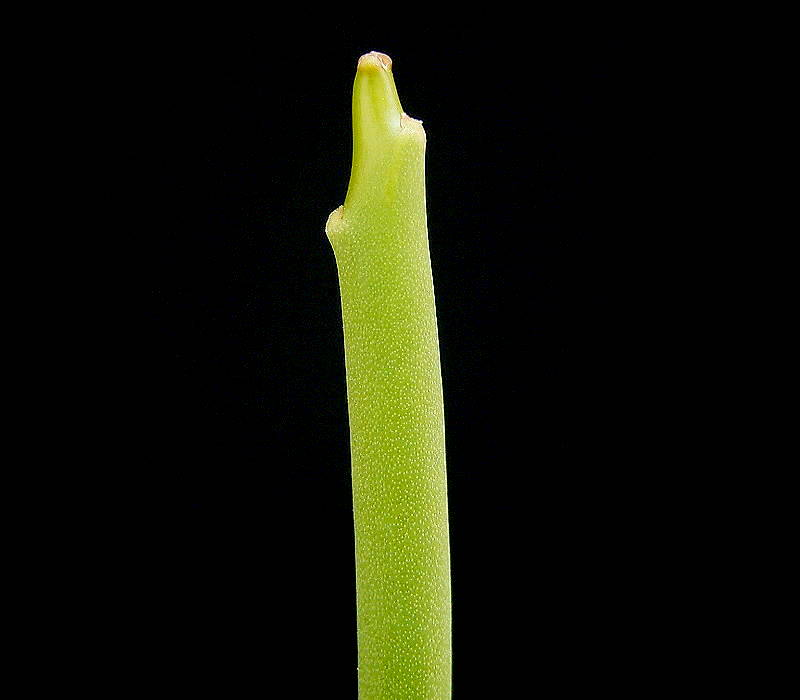